# Stevie Wishart

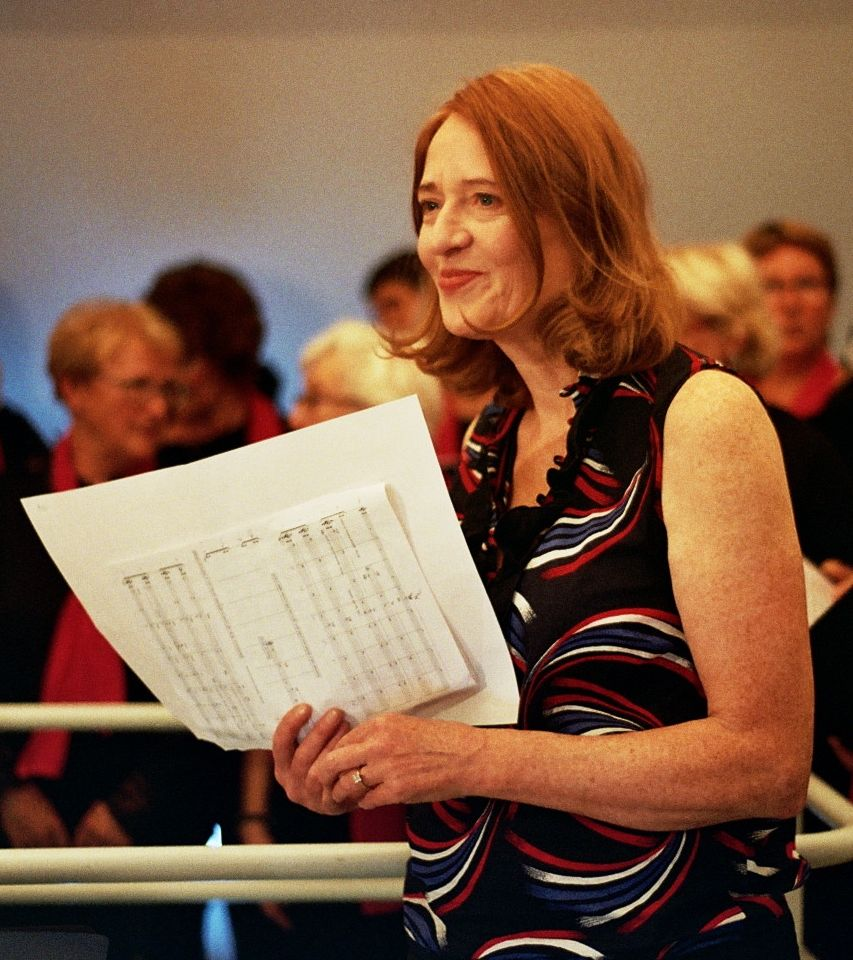
Stevie Wishart

Stevie Wishart (* April 1959) ist eine britische Komponistin, Rebec- und Drehleierspielerin sowie Sängerin der Alten Musik und der Neuen Improvisationsmusik.

## Leben und Wirken
Wishart erhielt ihre akademische Ausbildung an der University of York. Dort studierte sie nicht nur Musik des Mittelalters und Musikethnologie, sondern auch Komposition und Elektronische Musik bei Trevor Wishart und Richard Orten; sie kam auch in Kontakt mit den Auffassungen von John Cage, Merce Cunningham und David Tudor über aleatorische Musik. Aufbaustudien an der Guildhall School of Music (Diplom in Advanced Performance) und am New College der University of Oxford schlossen sich an.
Wishart, die zunächst im walisischen Trio Aberjaber auftrat und mit John Butcher und Jim Denley zu Chris Burns Improvisationsensemble gehörte, gründete 1986 die Gruppe Sinfonye, mit der sie die Aufführungspraxen traditioneller Musik untersuchte, um sie sich für die eigene Kombination von mittelalterlicher und zeitgenössischer Improvisationsmusik zu eigen zu machen. Mit Sinfonye gab sie zahlreiche Konzerte und veröffentlichte mehrere Alben auf den Labels Hyperion Records, Celestial Harmonies und Glossa Music. Daneben begann sie in den 1990er Jahren eigene Projekte zu realisieren. 1992 führte sie die Cantigas de Amor von Dom Dinis auf; eine Multi-Media-Aufführung der Symphonia armonie celestium revelationum der Hildegard von Bingen präsentierte sie auf mehreren Festivals und in einer Radioproduktion der BBC.
Wishart gehörte ab Mitte der 1990er Jahre zu Machine for Making Sense (gemeinsam mit Rik Rue, Amanda Stewart, Jim Denley, Chris Mann), mit der sie 1997 auf dem Moers Festival auftrat, aber auch zur Gruppe Kwatz mit John Butcher, Claudia Ulla Binder, Roger Turner und Alfred Zimmerlin. Mit Binder, Dorothea Schürch, Marianne Schuppe, Hannah E. Hänni, Co Streiff, Birgit Ulher und Robyn Schulkowsky improvisierte sie in Zürich (DRS-Mitschnitt).
Wishart führte die Premiere ihrer Komposition The Square of Infinity  mit Tänzerinnen im trockenen Bett des australischen Lake Mungo auf. Ihr Stück Lacunae kombiniert mittelalterliche, frei-improvisierte und Technozugänge. Für die Kompilation Haikus Urbains arbeitete sie mit Otomo Yoshihide, Fred Frith, Andy und Luc Ex zusammen. Weiterhin komponierte sie für Theaterproduktionen von Michèle Noiret (Théâtre National de Bruxelles) und Wayne McGregor oder für den Designer Philippe Starck. Art Zoyd beauftragte eine Komposition von ihr für die Band und das Ensemble Musiques Nouvelles.
An dem 2005 zur 450-Jahr-Feier des Augsburger Religionsfriedens uraufgeführten Oratorium für den Frieden, einem Gemeinschaftswerk von acht Komponisten, war sie mit einem Satz (Arrow für Countertenor, Streicher und Orgel) beteiligt. 2010 entstand am Zentrum für Kunst und Medientechnologie (Karlsruhe) ihre Klanginstallation The Sound of Gesture, die hörphysiologische Besonderheiten berücksichtigte. 2015 wurde ihr Kontrabass-Konzert vom Orchestra of the Age of Enlightenment in London uraufgeführt.

## Diskographische Hinweise
- Wish (1993)
- The Sound of Gesture (2010)
- Vespers for St Hildegard (Decca 2012)

Kollaborationen
- Sinfonye  Bella Domna: The Medieval Woman: Lover, Poet, Patroness and Saint (Hyperion 1988)
- Sinfonye/Stevie Wishart Trois Sœurs | Three Sisters (Glossa 2001)
- Azeruz (2000, mit Chris Abrahams, Shane Fahey, Mina Kanaridis, Amanda Stewart)
- Machine for Making Sense The Act of Observation Becomes the Object Itself (2001)
- Paul Dunmall with Paul Lytton & Stevie Wishart In Your Shell Like (Emanem 2005)
- Fred Frith, Carla Kihlstedt, Stevie Wishart Compass, Log and Lead (Intakt Records 2006)
- Werner Dafeldecker / Christof Kurzmann / John Tilbury / Stevie Wishart Violet (mikroton 2007)